# Меч третьего молодого господина (фильм, 2016)
«Меч третьего молодого господина» (кит. трад. 三少爺的劍, упр. 三少爷的剑, палл. Сань шао е дэ цзянь) — китайский художественный фильм режиссёра Дерека И. Ремейк фильма производства киностудии братьев Шао «Смертельная дуэль» (1977), в котором Дерек И исполнял главную роль. Альтернативное название на русском — «Мастер меча» (от англ. Sword Master).

## Сюжет
Янь Шисань, татуированный мечник и наёмный убийца, проживает свою жизнь в тени третьего молодого господина (Се Сяофэна). Мужун Цюди, невеста Сяофэна, просит наёмника убить его, но тот отказывает. Тем не менее, пребывая в поиске соперника, способного одолеть его, Шисань отправляется в поместье Верховного Меча, где в итоге отец разыскиваемого, владыка Се, сообщает гостю, что Сяофэн умер 36 дней назад. Лишившись своего единственного соперника, ожидая смерти от болезни и получив таблетку от всех своих ран (кроме смертельного заболевания), Шисань становится могильщиком в надежде прожить оставшиеся дни в мире и спокойствии. Между тем клан бойцов «Божественной Силы» решает расправиться с людьми из резиденции Верховного Меча и стать главенствующей силой в мире боевых искусств, поскольку резиденция, лишившись Сяофэна, не способна противостоять амбициозным бойцам.
В это время пьяный деревенщина приходит в бордель, тратит все свои деньги на выпивку и вынужден там остаться работать в качестве слуги для работников заведения. Отказавшись назвать своё имя, парень получает прозвище Ацзи. Он вступается, когда одна из проституток, Сяоли, не получает деньги от своих покровителей, и вступает с ней в отношения, но покидает бордель, когда «большой босс» намеревается сделать его вышибалой, и уходит подрабатывать к беднякам. Сяоли, между тем, из-за жестокости клиента сбегает со своими накоплениями домой, к тем же жителям деревни, которые приютили Ацзи.
«Большой босс» посылает бойцов на поиски Ацзи и Сяоли, но побеждённые Шисанем, возвращаются к хозяину, и один из них сообщает, что Шисань собирается сразиться в поединке с Сяофэном. Жители деревни умоляют Шисаня обучить их боевым искусствам или помочь им в борьбе против «большого босса», но тот сам идёт и убивает «босса» и большинство его людей, а затем обучает Ацзи своей уникальной технике уцнг-фу тринадцати ударов.
Цюди и её воины находят Ацзи в деревне, убеждаются в том, что он Сяофэн и принуждают жениться на ней в третий раз. Он переезжает с ней в хижину и объясняет, почему дважды бросил её в прошлом: в первый раз он решил отойти от бессмысленных убийств и насилия со стороны его семьи против тех, кто мог бы стать врагом для ни; во второй раз, после того, как он уехал с ней накануне свадьбы с человеком, которого она не любила, стало ясно, что она не поняла и не приняла бы ту простую жизнь, которую он так хотел. На этот раз она обещает, что она примет его желание, но в конечном итоге решает отомстить вместо того, чтобы оставить его в покое.
В это время Шисаню сообщают, что Ацзи на самом деле Сяофэн, и, решив отправиться драться с ним, Шисань осознаёт, что не способен его одолеть, поскольку ранее обучил его своей уникальной технике.
Сяофэн возвращается в деревню поспать и, когда Сяоли пытается не в первый раз его соблазнить, появляется Цюди и нападает на них. Шисань уводит оттуда Сяофэна, но потом оказывается, что вся деревня сожжена, и почти все жители убиты воинами Цюди. В сожжённой деревне Шисань и Сяофэн находят единственно уцелевшую, но еле живую Сяоли, которой вернуться к жизни помогает таблетка Шисаня.
Шисань и Сяофэн обсуждают надвигающуюся атаку воинов Цюди и «Божественной Силы» на резиденцию Верховного Меча. Сяофэн не желает убивать людей, но Шисань убеждает друга, что тот, используя две техники кунг-фу сможет победить всех воинов, при этом не прибегая к убийствам.
Усадьба Верховного Меча атакована, а её бойцы убиты и отодвинуты людьми Цюди, работающими в группе с бойцами «Божественной Силы». На исходе сил бойцов усадьбы появляется Шисань, не допуская окончательного разгрома, а Сяофэн с лёгкостью расправляется с амбициозными гостями. При этом бойцы «<Божественной Силы» оказываются заклятыми врагами хозяев усадьбы. В последующем конфликте Цюди непреднамеренно протыкает кинжалом своего главного слугу (и отвергнутого возлюбленного), после чего тот бьёт её в спину, и та умирает в объятиях Сяофэна.
Сяофэн, разодетый в чёрно-белую одежду бродячего фехтовальщика, сражается в поединке со своим другом и соперником Шисанем. В конечном счёте Шисань обезоружен и убит, погибая, как он желал, с честью от меча, который он уважал. Сяофэн меняет свой меч на меч погибшего у его могилы, после чего уезжает с Сяоли.

## Актёрский состав
| Актёр          | Роль                              |
| -------------- | --------------------------------- |
| Линь Гэнсинь   | Се Сяофэн / третий молодой мастер |
| Питер Хо       | Янь Шисань                        |
| Цзян Иянь      | Мужун Цюди                        |
| Цзян Мэнцзе    | Сяоли                             |
| Пау Хэйчин     | мать Сяоли                        |
| Эдвард Гу      | Чжу Ецин                          |
| Ма Цзинцзин    | Мяо Цзы                           |
| Норман Чхёй    | владыка Се                        |
| Ку Куньчун     | Мужун Чжэн                        |
| У Юаньцзюнь    | старейшина Се                     |
| Джейми Лук     | отец Сяхоу Сина                   |
| Генри Фон      | «большой босс»                    |
| Даити Харасима | Се Сяофэн (подросток)             |

## Производство
Фильм был снят на киностудии Hengdian World Studios.

## Восприятие
На сайте Rotten Tomatoes кинолента имеет рейтинг «свежести» в 67 % на основании 12 рецензий кинокритиков и оценку 5,38 балла из 10.
Эдмунд Ли из газеты South China Morning Post заявляет, что «с данью уважения традициям фильмов с боевыми искусствами прошлых лет и намёком на достигнутую технологию в современном кино, Sword Master — один из наилучших в мире ремейков на китайском языке за последнее время».
Борис Хохлов с сайта HKCinema.ru пишет, что «это не самое динамичное кино на свете, оно задумчивое и созерцательное, но, тем не менее, оставляет прекрасное послевкусие основательной, продуманной «баллады о рыцарстве» – как в старые добрые времена Shaw Bros».

## Номинации
36-я церемония награждения Гонконгской кинопремии (2017):
| Категория                      | Лауреат                                       | Результат |
| ------------------------------ | --------------------------------------------- | --------- |
| Лучший арт-директор            | Сильвер Чён, Фион Ли, У Чжэнь, Чон Куоквин    | Номинация |
| Лучший дизайн костюмов и грима | Стэнли Чён                                    | Номинация |
| Лучшая хореография             | Юнь Пань, Дион Лам                            | Номинация |
| Лучшая музыка                  | Кинсон Чан, Джордж Ли, Иу Чёньхинь, Лай Чихун | Номинация |
| Лучшие спецэффекты             | Чжэн Чэнчжэнь                                 | Номинация |